# Isabel Lhano
Isabel Lhano (Vila do Conde, 1953 - Vila do Conde, 10 de dezembro de 2023), foi uma artista plástica portuguesa. Lutou contra o Estado Novo e foi presa pela PIDE por distribuir panfletos contra a Guerra Colonial. Foi uma das fundadoras da UMAR - União de Mulheres Alternativa e Resposta.

## Biografia
Isabel Martins Lhano nasceu em Vila do Conde e é filha do artista Martins Lhano e irmã das também artistas plásticas Bárbara Martins e Graça Martins. Aos 3 anos de idade foi residir para a cidade do Porto e é nesta cidade que se incia na pintura de murais e onde concluiu o ensino secundário na Escola Artística Soares dos Reis. Já em 1971, ingressa na licenciatura em Pintura na Faculdade de Belas-Artes da Universidade do Porto, tendo sido bolseira da Fundação Calouste Gulbenkian nesse ano e no ano de 1972.
Lhano foi professora de Educação Visual, ilustradora na editora Asa, tendo também realizado painéis de interiores, cartazes, cenografias e murais urbanos. Foi responsável pela programação e direção artística da Galeria do Auditório Municipal de Vila do Conde (1992) e integrou a equipa de direcção artística da galeria Delaunay (1996-1999).
Lhano foi resistente anti-fascista tendo integrado o Movimento Estudantil de Resistência ao Fascimo. Foi presa pela PIDE por distribuir panfletos contra a guerra colonial e chumbou num exame da Faculdade, por ter apresentado uma pintura sobre "uma chacina dos soldados portugueses numa aldeia de Moçambique". Mais tarde, torna-se militante da UDP e da GDUP e é neste âmbito que participa na campanha presidencial de Otelo Saraiva de Carvalho. Também apoiou, em diversos momentos e campanhas políticas, o Bloco de Esquerda.
Lhano foi também uma activista social e feminista tendo feito parte da Comissão de Moradores da Zona Sul de Vila do Conde, uma das fundadora da associação UMAR, em 1976, e uma das organizadoras do primeiro MayDay, manifestação contra a precariedade laboral, na cidade do Porto.
A 10 de Dezembro de 2023, em Vila do Conde, Lhano morre vítima de um aneurisma.

## Obra
Enquanto artista plástica, Lhano foi influenciada pela obra de Robert e Sonia Delaunay e utilizava técnicas realistas, figurativas e monocromáticas, tendo uma forte presença da figura da mulher e de temas relacionados com a violência, a guerra e a defesa da democracia.

### Exposições
Lhano encontra-se representada em diversos museus e espaços culturais quer a nível nacional e internacional como sejam o Museu Amadeo de Souza-Cardoso, o Museu de Arte Contemporânea de Cerveira, a delegação norte do Ministério da Cultura e a Fundação Engenheiro António Almeida tendo também apresentado os seus trabalhos em diversas exposições quer em Portugal, quer no estrangeiro, como são exemplo:
- 2023 - Exposição antológica Império da Beleza;
- 2022 - Corpo Plural;
- 2004 - Elogio Essencial;
- 1985 - Inquietações, 1ª exposição da artista apresentada na Fundação Eugénio de Almeida.

### Murais[1][6]
- Homenagem a Sónia Delaunay - Vila do Conde;
- Seca do Bacalhau - mural dedicado às trabalhadoras da antiga seca do bacalhau em Vila do Conde.

### Capas[1][2][6]
Foram da sua autoria as capas de alguns livros de autores como Valter Hugo Mãe (livro O Nosso Reino), Rita Ferro Rodrigues e Daniel Maia Pinto, bem como capas de álbuns da banda Mão Morta.
Em 2004, editou o livro Afectos e Outros Afectos, em co-autoria com Valter Hugo Mãe e Jorge Reis-Sá.

## Reconhecimentos e Homenagens
Em 1999 foi vencedora do 1º Prémio do Concurso Gráfico da Sarrió, com o catálogo Acto do Corpo, na Sociedade Nacional de Belas Artes.
Em 2023, os municípios da Póvoa de Varzim e de Vila do Conde organizaram, em conjunto, uma homenagem a Lhano a propósito dos seus 50 anos de carreira ligados às artes plásticas e dos seus 40 anos a expor os seus trabalhos. A homenagem incluiu exposições e um livro antológico sob o título Isabel Lhano.
A 11 de Dezembro de 2023, a Assembleia Municipal do Porto aprovou, unanimemente, um voto de pesar pelo seu falecimento.

## Ligações Externas
- TEDx Talks de Isabel Lhano "A arte não salva mas pode".
- Morreu a artista plástica Isabel Lhano - Programa Domínio Público - Antena 3 (1m 53s).
- Inauguração da Exposição de Isabel Lhano: O império da beleza no Centro da Memória.
- Texto de homenagem de Valter Hugo Mãe a Isabel Lhano.